# Judith McNaught
Judith McNaught Smith (n. 1944) es una escritora de novela romántica estadounidense, tanto histórica como contemporánea. Fue la primera mujer productora en una estación de radio de la CBS.

## Biografía
Antes de tener éxito como escritora, McNaught tuvo diversos trabajos, entre ellos, fue la primera mujer productora ejecutiva en una estación de radio de la CBS. Su primer manuscrito fue Whitney, My Love, que escribió entre 1978 y 1982.  Después de tener dificultades a la hora de venderlo, escribió y vendió Tender Triumph a principios de 1982.  
Ha vivido en San Luis, Misuri. Posteriormente se trasladó a Texas, después de conocer Dallas mientras estaba en una gira de promoción.  Actualmente vive en Clear Lake, Texas.  
Se casó con Michael McNaught, que falleció en 1983. Posteriormente se ha casado con Don Smith. Tiene dos hijos, Whitney y Clayton. Además de escribir, hace obras de caridad en relación con niños y el cáncer de mama.

## Obras
- Tender Triumph (1983)
- Double Standards (1984)
- Someone to Watch Over Me (2003)

### Serie dinastía Westmoreland
1. A Kingdom of Dreams (1989)
2. Whitney, My Love (1985)
3. Until You (1994)
4. Miracles in "A HOLIDAY OF LOVE" (octubre de 1995) & en "SIMPLE GIFTS: Four Heartwarming Christmas Stories" (1997)

### Serie secuelas
1. Once and Always (1987)
2. Something Wonderful (1988)
3. Almost Heaven (1990)

### Serie Paradise
1. Paradise (1991)
2. Perfect (1993)
3. Night Whispers (1998)
4. Every Breath You Take (2005)

### Serie familia Foster
1. Double exposure en "A GIFT OF LOVE" (1995)
2. Remember When (1996)

## Traducidas al español
- Fuente:
- Un extraño en mi vida(2002)
- Mentiras de amor/ Doble juego (1987)
- Alguien que cuide de mí

### Serie dinastía Westmoreland
- Un reino de ensueño (2000)
- Tú eres mi amor (2005)
- Cuando tú llegaste/ Pasajes al corazón
- Milagros

### Serie Secuelas
- Para siempre (2005, 2006)
- Un amor maravilloso (2005)
- Danza de pasión/ Casi el cielo (2004)

### Serie Paradise
- Paraíso robado/ Paraíso (2002)
- Perfecta
- Susurros en la noche
- Suspiros de pasión (2006)

### Serie Familia Foster
- La orquídea blanca (2003)